# Leopold Prečan

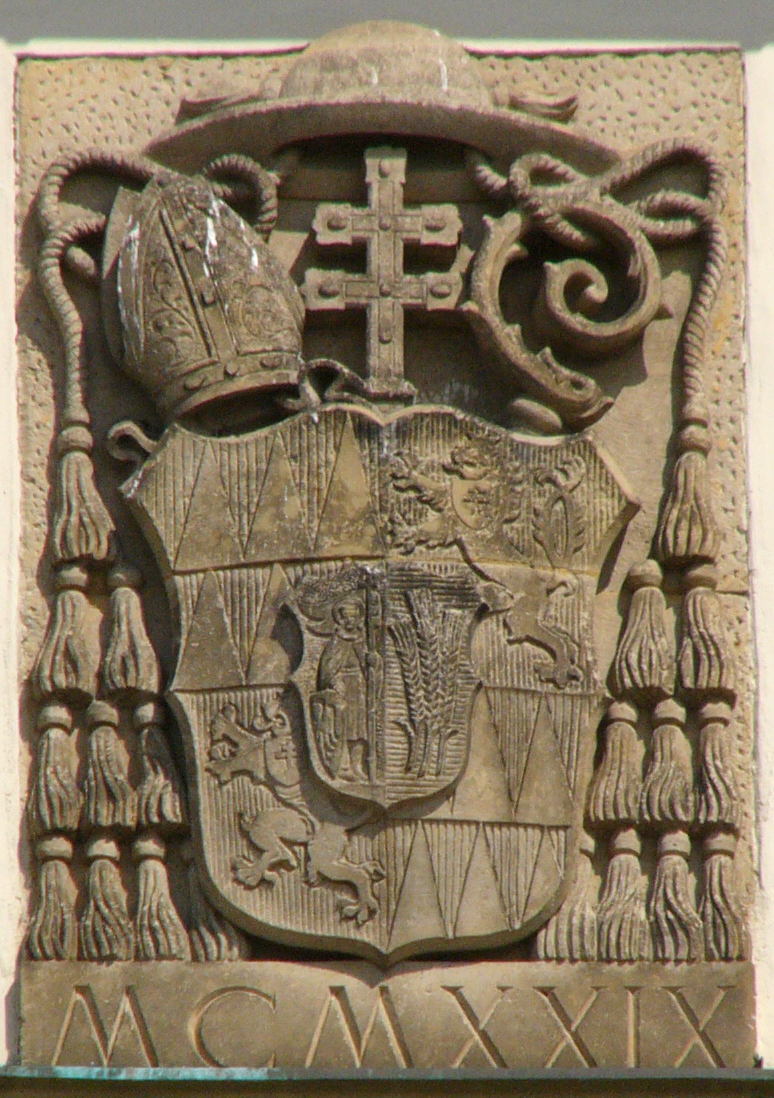
Erzbischofswappen (1929)

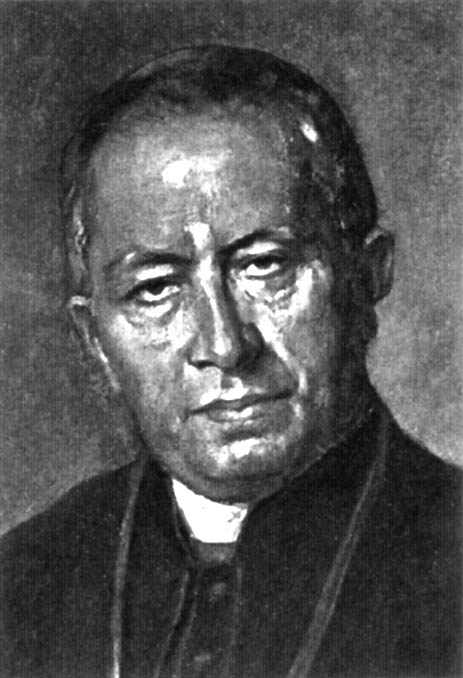
Leopold Prečan, Erzbischof von Olmütz (1923–1947)

Leopold Prečan (* 8. März 1866 in Velký Týnec; † 2. März 1947 in Svatý Kopeček) war Erzbischof von Olmütz und Metropolit von Mähren.

## Biographie
Leopold Prečan erhielt 1889 die Priesterweihe und war dann in der Seelsorge tätig. Im Jahr 1897 wurde er Sekretär im erzbischöflichen Konsistorium. Prečan, der 1914 den Grad eines Dr.-theol. erwarb, wurde am 10. November 1923 zum Erzbischof von Olmütz ernannt. Die Bischofsweihe spendete ihm am 30. Dezember 1923 der Prager Erzbischof František Kordač.
Große Verdienste erwarb er sich u. a. um die Entwicklung des Klosters Velehrad, dessen ehemalige Abteikirche 1928 durch seine Bemühungen zur päpstlichen Basilika minor erhoben wurde.
Leopold Prečan war Ehrenbürger der Stadt Olmütz. Er starb im Kloster Svatý Kopeček (Heiligenberg) und wurde in der unter seiner Amtszeit erbauten Olmützer Kirche der Hll. Kyrill und Method bestattet.

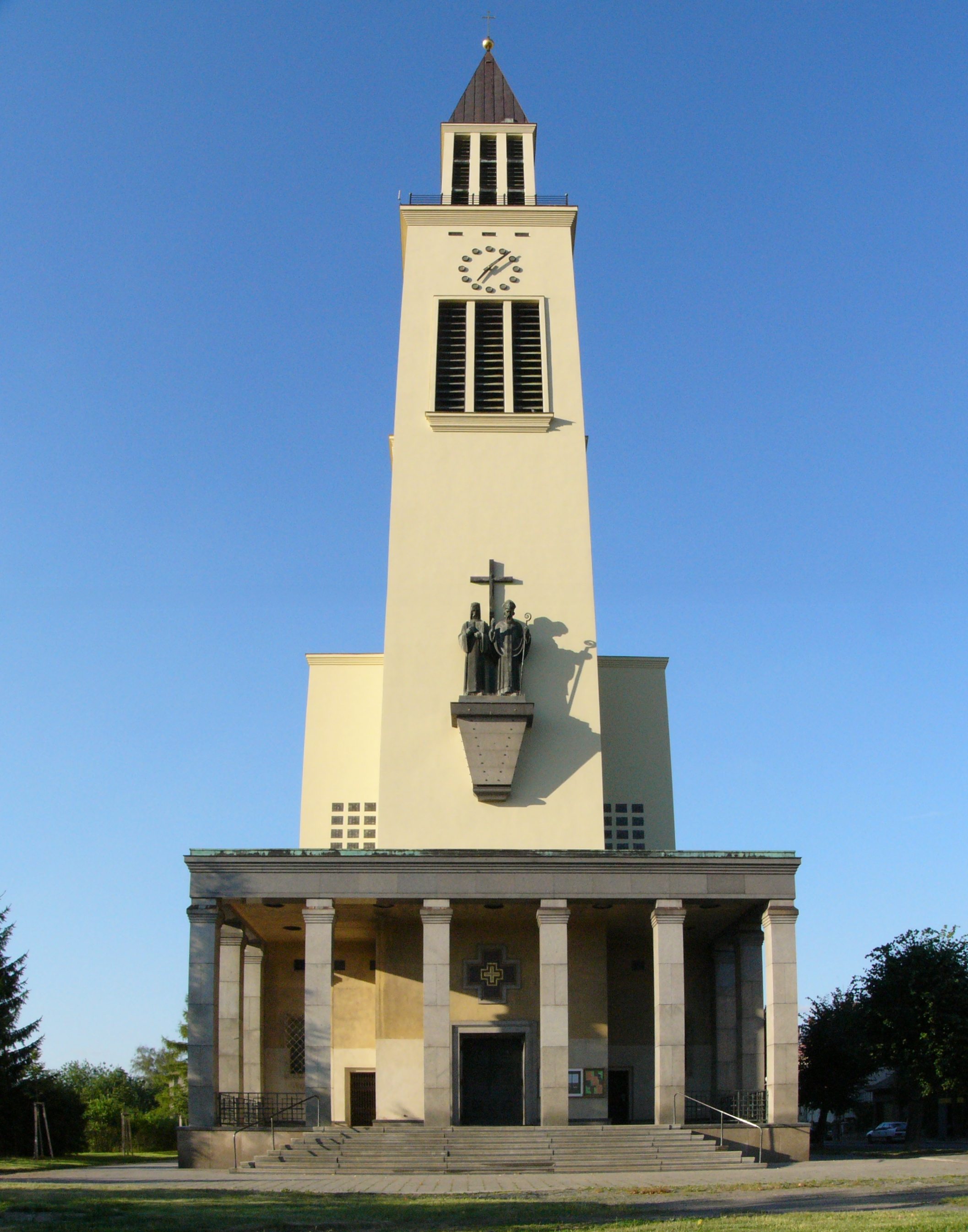
Kirche St. Kyrill und Method – Vorderansicht
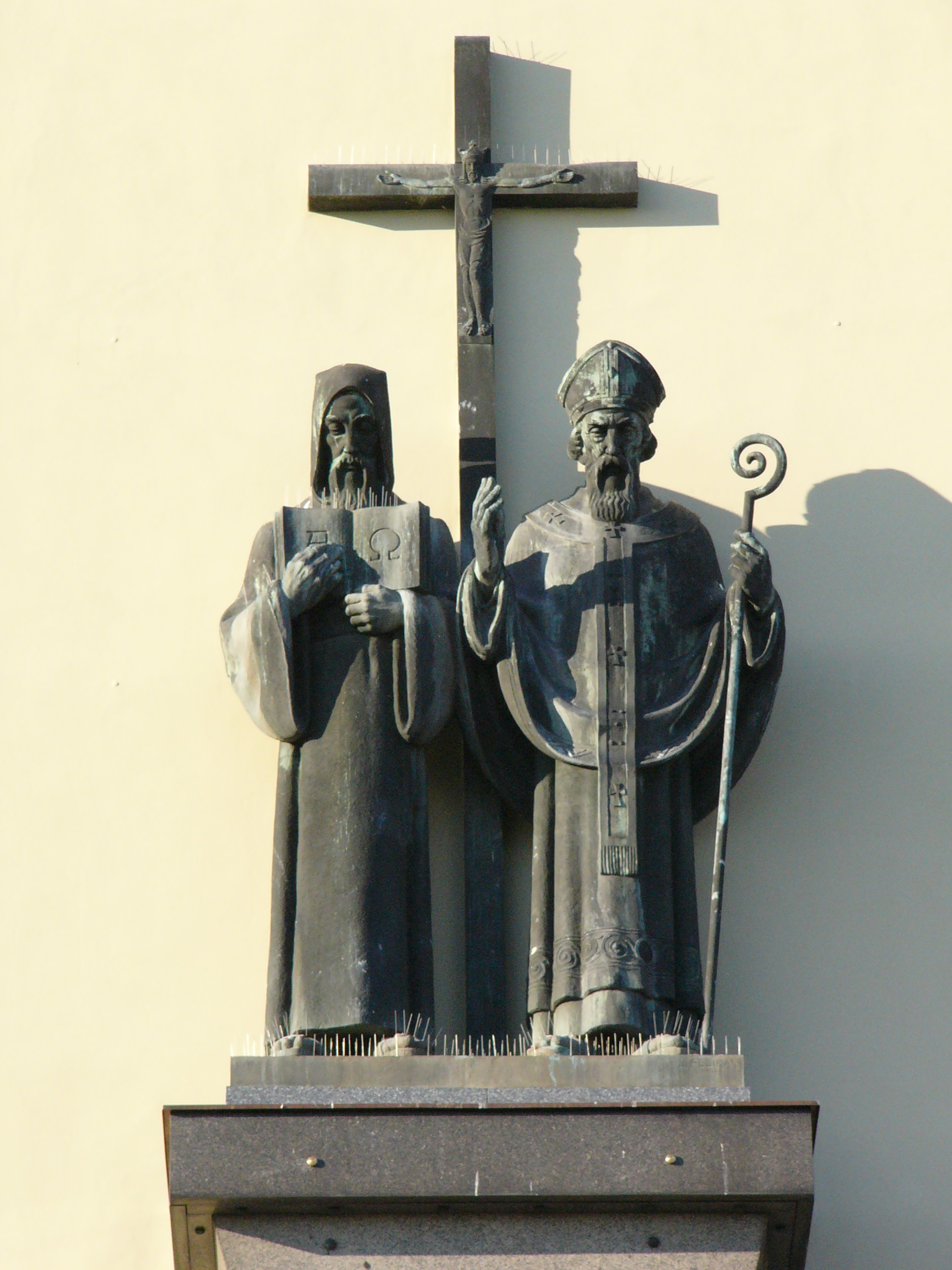
Kirchenpatrone und Slavenapostel
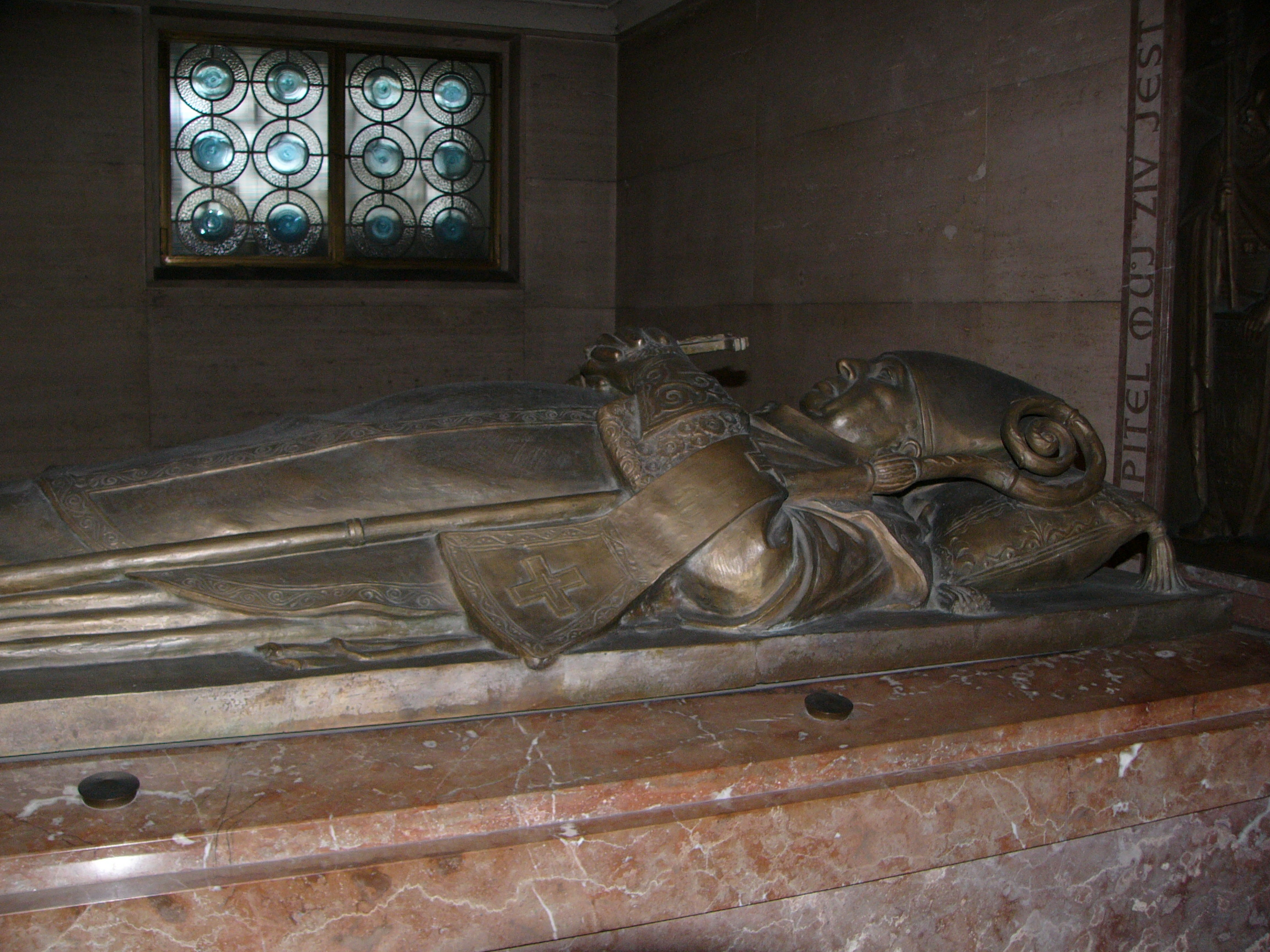
Sarkophag Leopold Prečan